# Lithognathus
Lithognathus è un genere di pesci della famiglia Sparidae.

## Specie
- Lithognathus aureti Smith, 1962
- Lithognathus lithognathus (Cuvier, 1829)
- Lithognathus mormyrus (Linnaeus, 1758)
- Lithognathus olivieri Penrith & Penrith, 1969